# Carvacrolo
Il carvacrolo o cimofenolo è un monoterpene fenolico presente nell'olio essenziale di origano e di timo. È la sostanza che conferisce all'origano il suo odore caratteristico. È regioisomero del timolo.

## Presenza in natura
Il carvacrolo è presente nell'olio essenziale di Origanum vulgare (origano), olio di timo, olio ottenuto da Lepidium, e monarda fistulosa. L'olio essenziale di alcune sottospecie di timo contiene tra il 5% e il 75% di carvacrolo, mentre le sottospecie Satureja  hanno un contenuto tra l'1% e il 45%. L'Origanum majorana (maggiorana) e l'Origanum dictamnus sono ricchi di carvacrolo, rispettivamente al 50% e al 60-80%.
Si trova anche nella tequila.

## Sintesi
Il carvacrolo può essere sinteticamente preparato dalla fusione di acido cimol solfonico con potassa caustica; oppure per reazione tra l'acido nitroso e il 1-metil-2-ammino-4-propil benzene; per riscaldamento prolungato di canfora con iodio in rapporto in peso 5:1; o riscaldando il carvolo con acido fosforico glaciale oppure eseguendo una deidrogenazione del carvone con un catalizzatore Pd / C. Si può estrarre dall'olio di origano per mezzo di una soluzione di potassa al 50%.

## Attività biologica
Il carvacrolo attiva le heat shock proteins, che attraverso i linfociti T bloccano l'infiammazione articolare causata dal batterio Escherichia coli.
Uno studio della Long Island University mostra il ruolo del carvacrolo nell'apoptosi delle cellule tumorali nel cancro alla prostata.
In vitro si è misurata l'efficacia nell'inibizione dell'enzima acetilcolinesterasi (AChE), in ordine: timoidrochinone, carvacrolo, timochinone, olio essenziale, timolo, linaol. Sebbene siano molecole molto simili, il carvacrolo è risultato 10 volte più potente del timolo.
Altri studi mostrano che il carvacrolo possiede genotossicità e citotossicità più alte del timolo, comunque lievi; ed entrambi hanno eguale protezione dei filamenti di DNA nel lungo termine (24 h) da lesioni indotte da ossidanti (perossido di idrogeno impiegato su celle polmonari V79 dei criceti, e nell'uomo su cellule del fegato Hep G2 e del colon Caco-2).